# Saint-Georges-de-Montclard
Saint-Georges-de-Montclard è un comune francese di 281 abitanti situato nel dipartimento della Dordogna nella regione della Nuova Aquitania.

## Società

### Evoluzione demografica
Abitanti censiti